# Nationale Demokratische Wiedergeburt
Die Nationale Demokratische Wiedergeburt (albanisch Rilindja Demokratike Kombëtare, Akronym: RDK; mazedonisch Национална Демократска Преродба Nacionalna Demokratska Prerodba) ist eine politische Partei der albanischen Bevölkerung Mazedoniens. Sie wurde am 6. März 2011 gegründet.
Die RDK sieht sich als Wahrerin der Rechte der albanischen Minderheit in Mazedonien. Die Partei ist sozial-konservativ geprägt. Bei der Parlamentswahl 2011 konnte sie 2 von 123 Abgeordnetensitzen gewinnen und ist in der Opposition.
Die Nationale Demokratische Wiedergeburt ist die mazedonische Sektion der Demokratischen Liga des Kosovo (LDK).